# ۷۰۸ (میلادی)
۷۰۸ (میلادی) هفتصد  و هشتمین سال تقویم میلادی است.

## درگذشتگان
- ۵ ژوئن – یعقوب ادسایی، کشیش سوری